# 卡拉姆萨德
卡拉姆萨德（Karamsad），是印度古吉拉特邦Anand县的一个城镇。总人口28970（2001年）。

## 人口
该地2001年总人口28970人，其中男性15372人，女性13598人；0—6岁人口2997人，其中男1642人，女1355人；识字率77.96%，其中男性为83.90%，女性为71.24%。